# John Abbot (poeta)
John Abbot (1587/8-c.1650) fue un sacerdote católico y poeta inglés. 
Su lugar de nacimiento es incierto, puede haber nacido en Londres o en Leicester. Se cree que es el sobrino del Arzobispo de Canterbury George Abbot, y del obispo de Salisbury, Robert Abbot. Abbot tuvo una estricta crianza protestante, religión de su familia, fue educado en el Balliol College, de la Universidad de Oxford, viajó al continente donde se convirtió al catolicismo. Al regresar a Inglaterra estuvo por un tiempo con los jesuitas, para después trabajar como sacerdote secular. En 1635 fue encarcelado en la Gatehouse de Westminster. Fue liberado dentro del año, pero en 1637 fue arrestado nuevamente, y pareciera que pasó el resto de su vida en prisión. Fue, junto con otros sacerdotes católicos, condenado a muerte en 1641, pero la pena nunca fue ejecutada, y pareciera que falleció en prisión en 1650.
Su trabajo más conocido es su poema Devout Rhapsodies (2 vols., 1647), sobre la guerra en el cielo y la tentación y caída del hombre. La obra puede ser vista como precursora del El paraíso perdido de Milton.

## Obras
Lista parcial de obras
- Jesus Praefigured (1623)
- The Sad Condition of a Distracted Kingdome (1645)
- Devout Rhapsodies (2 vols., 1647)